# Power Up (canção)
"Power Up" é uma canção do grupo feminino sul-coreano Red Velvet, lançado como single de Summer Magic, segundo EP de verão do grupo. "Power Up" foi lançado por SM Entertainment em 6 de agosto de 2018, juntamente com o álbum.

## Lançamento e composição
"Power Up" é descrita pela PopCrush como uma música de ritmo acelerado com uma "melodia que lembra videogames estilo 8 bits", com letras que expressam um tema "trabalhe duro, jogue com mais afinco" e será o segundo single de verão do grupo depois de "Red Flavor". Durante a conferência de imprensa de seu segundo concerto solo 'REDMARE' na arena de handebol do Olympic Park no sudeste de Seul em 5 de agosto, a integrante Yeri comparou a melodia ao som de um jogo de Tetris, afirmando que ela "pensou que é exatamente a música que você deveria ouvir para no verão "desde que é "energizante e pode escutar em segundo plano para dirigir". Enquanto isso, Wendy a comparou ao seu primeiro single de verão, "Red Flavor", lançado em 2017, e admitiu que "não ficou muito impressionada no começo", mas acrescentou: "quanto mais eu ouvia a música, mais energia de um tipo diferente me deu". "Power Up" foi lançado em 6 de agosto de 2018.

## Vídeo musical
O vídeo de "Power Up" foi filmado na Província de Gyeonggi. O videoclipe de "Power Up" traz os cinco em um mundo cor de derretimento, onde itens musicais como CDs e discos são parte criativa, lembrando algumas das imagens do clipe "Red Flavor". A coreografia da música foi criada por Kyle Hanagami, que criou várias coreografias do grupo, sendo a mais recitada "Peek-A-Boo".

## Desempenho comercial
"Power Up" liderou todas as paradas musicais da Coreia do Sul ao chegar ao mercado, alcançando um "all-kill" perfeito.

## Desempenho nas paradas
| Parada (2018)                        | Melhor posição |
| ------------------------------------ | -------------- |
| Singapura (RIAS)                     | 16             |
| Coreia do Sul (Gaon)                 | 1              |
| Coreia do Sul (Billboard Hot 100)    | 1              |
| Estados Unidos (World Digital Songs) | 6              |

## Histórico de lançamento
| Região           | Data                | Formato          | Rótulo           |
| ---------------- | ------------------- | ---------------- | ---------------- |
| No mundo inteiro | 6 de agosto de 2018 | Download digital | SM Entertainment |
| Coreia do Sul    | 6 de agosto de 2018 | Download digital | SM Entertainment |